# Hydatocapnia trimacar
Hydatocapnia trimacar là một loài bướm đêm trong họ Geometridae.